# Coryphaenidae
Coryphaenidae é uma família de peixes da subordem Percoidei, superfamília Percoidea, que inclui apenas um género e as duas espécies de delfins ou dourados. O grupo é exclusivamente marinho e ocorre nos Oceanos Atlântico, Índico e Pacífico.
Os delfins têm uma barbatana dorsal sem raios que se estende ao longo de todo o comprimento. A barbatana caudal é bifurcada e a barbatana anal é comprida.

## Espécies
- Coryphaena hippurus
- Coryphaena equiselis